# 宋玉生公園

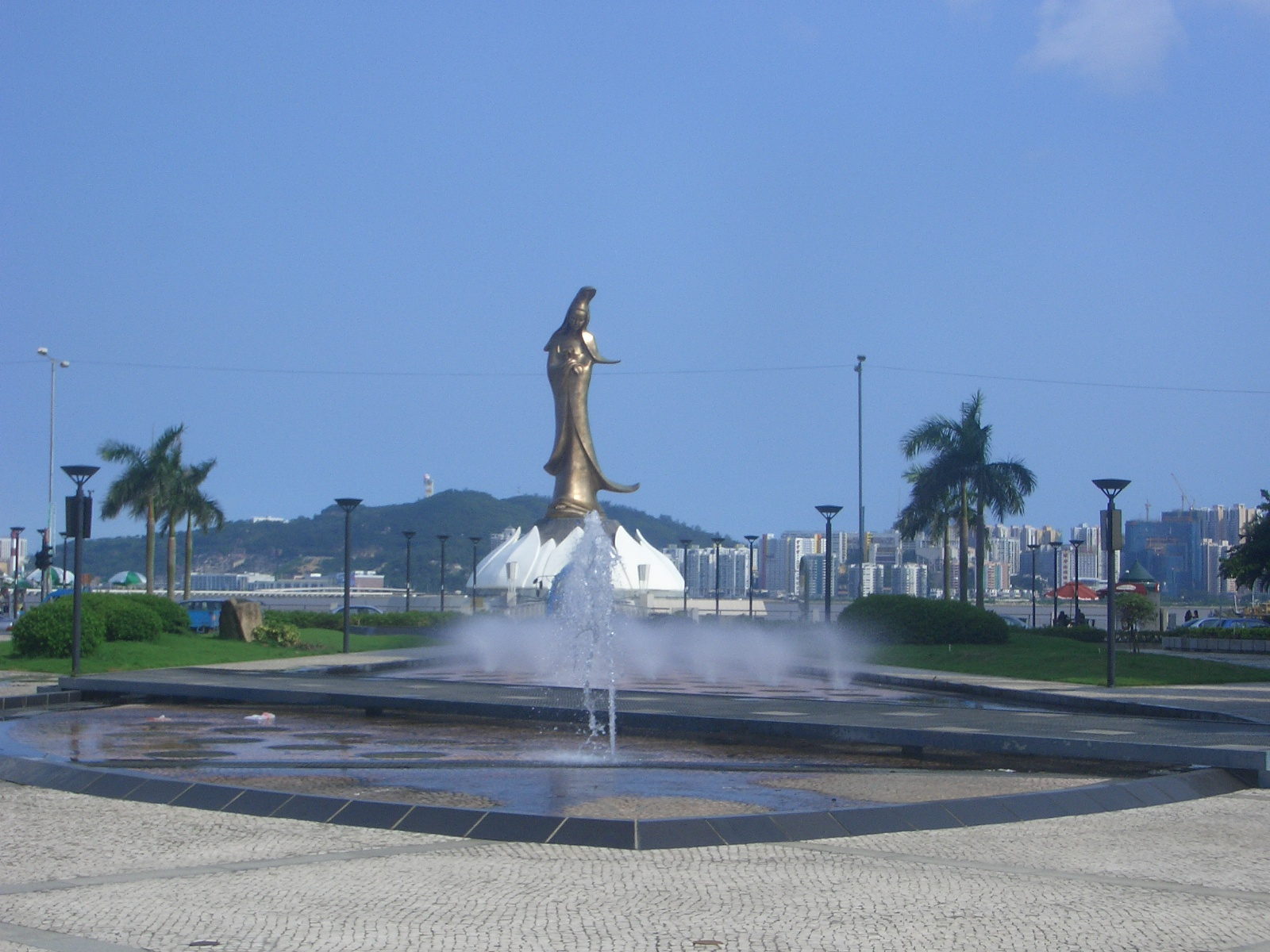
宋玉生公園音樂噴泉眺望觀音蓮花苑

宋玉生公園（葡萄牙語：Parque Dr. Carlos d'Assumpção）是位於澳門新口岸的公園。宋玉生公園主要通道為一條舖砌葡萄牙式碎石的林蔭大道，兩旁為寬闊的草坪和小徑。宋玉生公園、何賢公園和藝園形成十字的規劃綠化區。

## 沿革

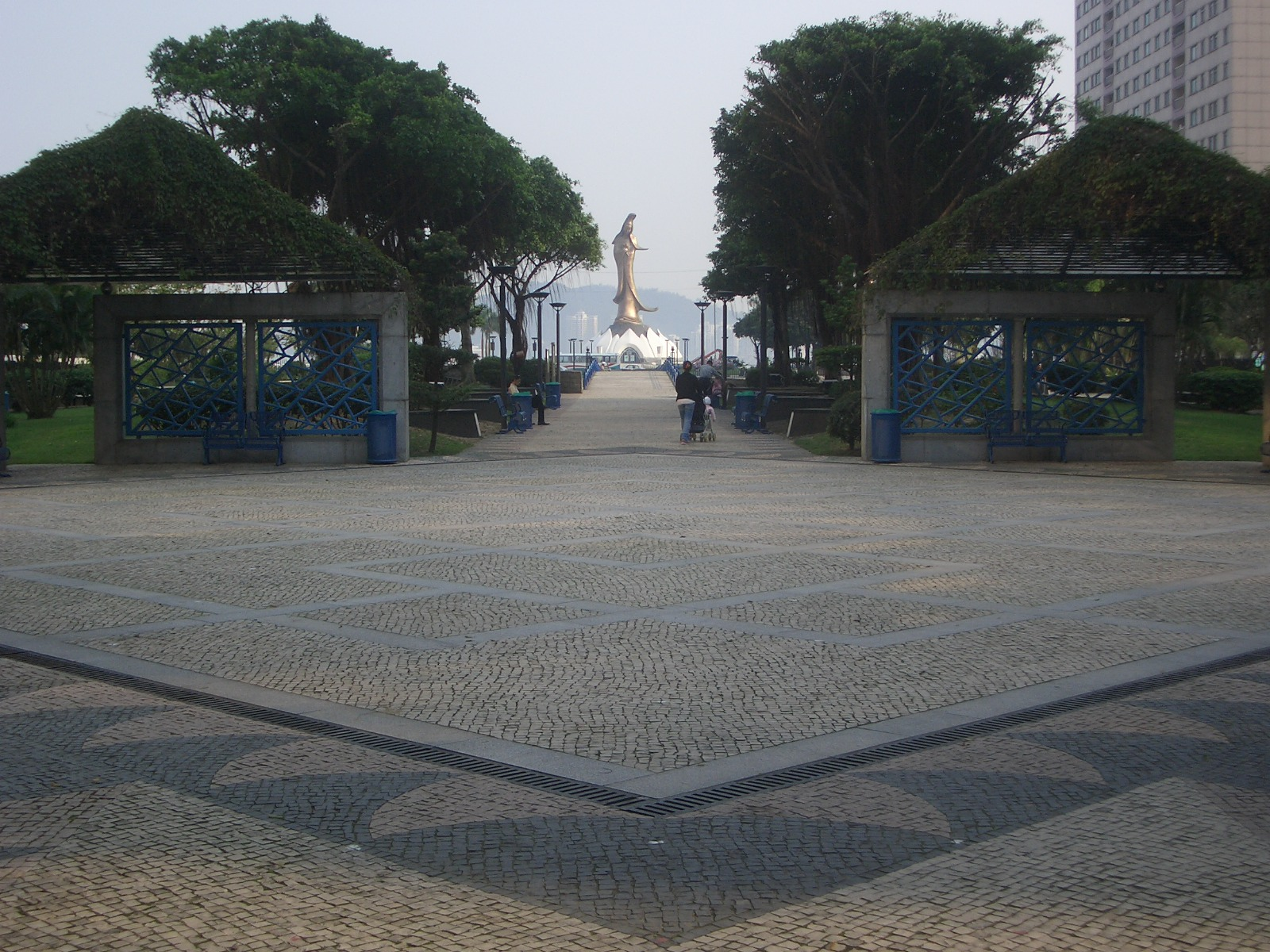
宋玉生公園林蔭大道

宋玉生公園原址為外港的填海地區，公園為紀念澳門著名土生葡人宋玉生博士而興建。宋玉生公園是由葡萄牙設計師弗郎西斯柯·卡代拉·卡勃蘭（Francisco Caldeira Cabral）所設計，具葡萄牙特色的休憩公園。由於位處於宋玉生廣場，因而得名。1996年10月17日，由澳督韋奇立為公園正式揭幕。

## 地理位置
宋玉生公園位於澳門半島新口岸的宋玉生廣場，佔地總面積約23205平方公尺。其與何賢公園同是宋玉生廣場的一部分，兩個公園間可以通過行車天橋及行人隧道來往。公園一端可眺望澳門海景和旅遊名勝觀音蓮花苑；另一端為何賢公園。

## 設施

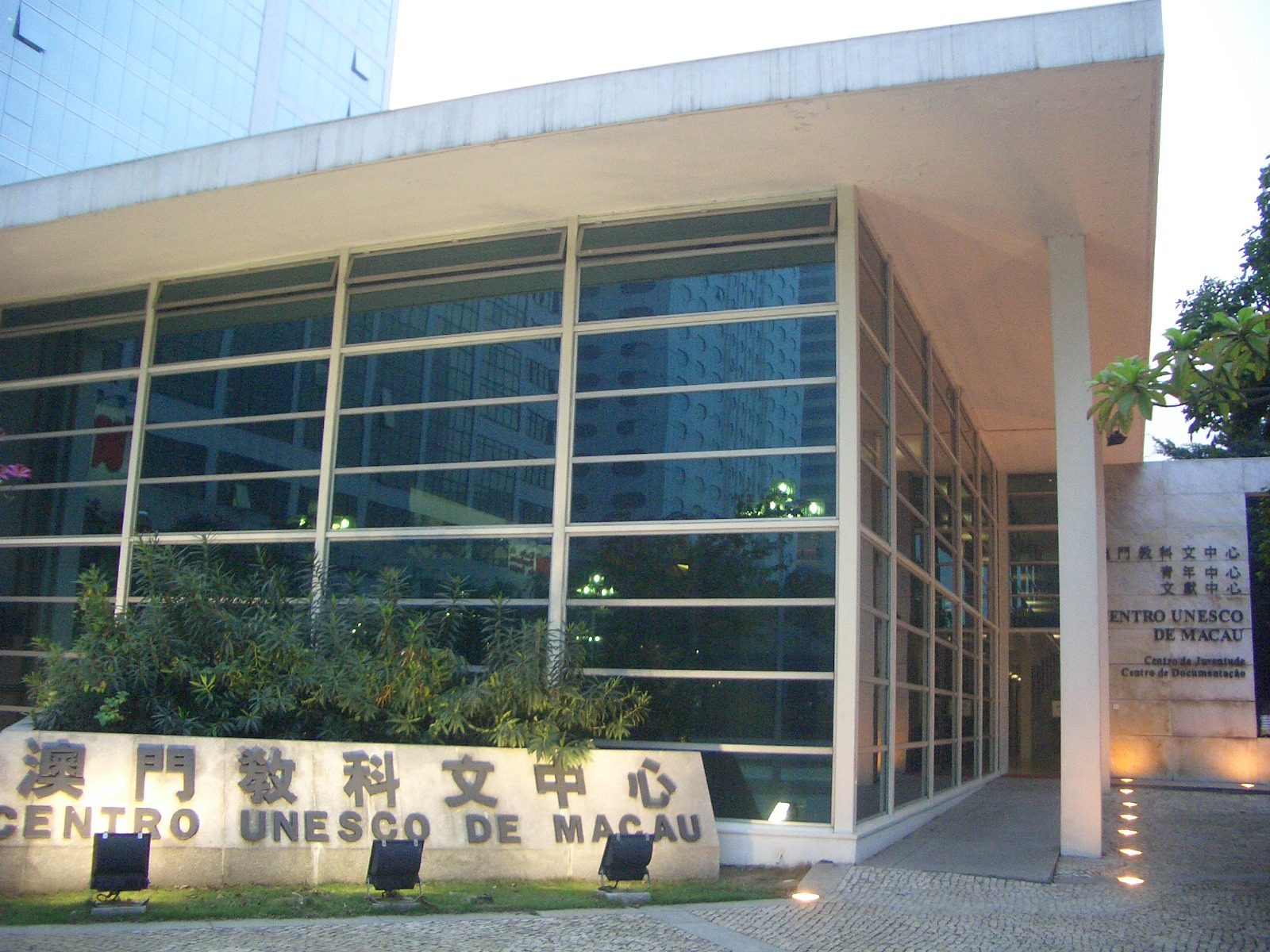
澳門教科文中心

### 教科文中心
澳門教科文中心的建築物於1998年6月29日正式揭幕，並於2009年結束營運；提供了展覽廳、多功能廳和圖書館等設施，並致力於教育、科學和文化領域的合作與交流工作。

### 音樂噴泉
音樂噴泉共70個噴咀，形似魚狀。噴泉的音樂和燈光效果均由電腦控制，水柱會隨優美音樂而飛舞。

### 其他設施
- 健身設備
- 荷塘拱橋
- 休憩區

## 交通
M251 捐血中心（Centro Transfusões Sangue）
路線：3A、3AX、5X、8、12、23、50、60、MT5
M253 宋玉生廣場／建興龍（Al. Dr. C. d’Assumpção／Kin Heng Long）
路線：1A、23、50、N1A
M258 宋玉生廣場／東南亞（Al. Dr. C. d’Assumpção／Tong Nam Ah）
路線：3AX、17、17S、60